# Phalacrocorax featherstoni
Il cormorano di Pitt (Phalacrocorax featherstoni Buller, 1873) è un uccello appartenente alla famiglia dei Falacrocoracidi originario delle isole Chatham.